# Maison de la Poulie
La maison de la Poulie est un immeuble classé situé dans la ville et commune de Bouillon en province de Luxembourg (Belgique).  

## Localisation
La maison de la Poulie se trouve sur la rive gauche de la Semois, le long du boulevard Vauban, au pied de la rue de la Poulie et en face du pont de Cordemois appelé aussi pont de la Poulie. Le bastion de Bourgogne se situe à proximité.

## Historique
Ce modeste bâtiment a été édifié vers 1700. Il avait la fonction de corps de garde et était adossé à la porte de la Poulie, l'une des portes de la ville, aujourd'hui disparue comme les autres portes d'accès à la ville de Bouillon. Dans les années 1950, la maison sert de conciergerie à l’abattoir communal et accueille de nos jours le siège du centre culture et loisirs de Bouillon.

## Description
Le bâtiment symétrique, de base rectangulaire, enduit et peint, mesure approximativement 10 mètres de long et une largeur d'environ 5 mètres. La haute toiture à quatre pans est recouverte d'ardoises .

## Classement et protection
La maison dite de "la Poulie" (ancien corps de garde de la Poulie) à l'exception des annexes contemporaines, sise rue de la Poulie n°6 à Bouillon est classée depuis le 27 mai 2010 et reprise sur la liste du patrimoine immobilier classé de Bouillon.